# Heraclia falkensteini
Heraclia falkensteini är en fjärilsart som beskrevs av Herman Dewitz 1891. Heraclia falkensteini ingår i släktet Heraclia och familjen nattflyn. Inga underarter finns listade i Catalogue of Life.